# 末永広
末永 広（すえなが ひろし、1967年9月 - ）は、日本の防衛官僚。内閣府遺棄化学兵器処理担当室長、財務省門司税関長を務める。

## 人物
奈良県出身。東大寺学園高等学校を経て、東京大学法学部卒業。

## 略歴
- 1990年：防衛庁入庁　長官官房総務課
- 2005年：防衛施設庁総務部総務課企画室長
- 2008年：陸上自衛隊中部方面総監部政策補佐官
- 2009年：大臣官房秘書課付（米国防大学国家戦略研究所）
- 2010年：情報本部計画部
- 2011年：防衛政策局調査課情報保全企画室長
- 2013年：人事教育局服務管理官
- 2014年：内閣官房内閣参事官（内閣情報調査室）
- 2015年：防衛政策局戦略企画課長
- 2017年：整備計画局防衛計画課長
- 2019年：北海道防衛局長
- 2021年：内閣府遺棄化学兵器処理担当室長
- 2023年：財務省門司税関長